# Jaguar XJR-15
El Jaguar XJR-15 es un automóvil superdeportivo de motor central, producido por el fabricante británico Jaguar entre 1990 y 1992. El XJR-15 fue el primer automóvil del mundo hecho completamente de fibra de carbono. Solo se fabricaron 50, cada uno de venta de los EE. UU. por 960,165 dólares. Basado en la mecánica del prototipo anterior Le Mans, el Jaguar XJR-9, el coche tenía una carrocería aerodinámica diseñado por Peter Stevens, quien posteriormente diseñó además el McLaren F1.
La producción del coche se anunció en un comunicado de prensa el 15 de noviembre de 1990. Fue construido por los fabricantes Jaguar y Bloxham Oxfordshire Sport (filial de TWR) en Inglaterra desde 1990 hasta 1992. Si bien todos son de propiedad privada, algunos fueron construidos para la competición profesional.

## Descripción
El motor central es impulsado por un motor V12 de 5993 cm³ con 450 HP (336 kilovatios), además tiene 420 lb-ft (569 Nm) de torque, y tiene una transmisión manual de 6 velocidades, la transmisión no sincronizada (un 5-velocidades, la transmisión es sincronizada también disponible como extra opcional). El XJR-15 lleva un chasis y una carrocería que están compuestos de fibra de carbono y Kevlar, y su motor cuenta con un avanzado, gestionada electrónicamente, de inyección de combustible del sistema. El XJR-15 puede llegar de 0 a 100 km/h (62 millas por hora) en 3,9 segundos y una (desmultiplicación limitada) velocidad máxima de 191 mph (307 kilómetros por hora).
Debido a su motor V12, con intención de compradores y sierra eléctrica el XJR-15, como una alternativa atractiva para el Jaguar XJ220, que fue impulsado por un V6 de doble turbo. El XJ220 fue también un vehículo de producción limitada, de los cuales 281 fueron construidos.

## Aparece en
- Need for Speed III: Hot Pursuit (1998) Psx
- Gran Turismo 2 (Simulation Disc) (1999) psx
- Forza Horizon 5 (2021) Pc y Xbox

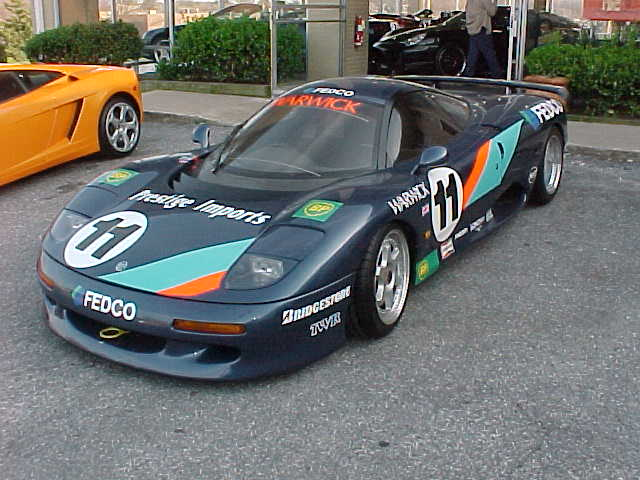
Parte frontal del Jaguar XJR-15
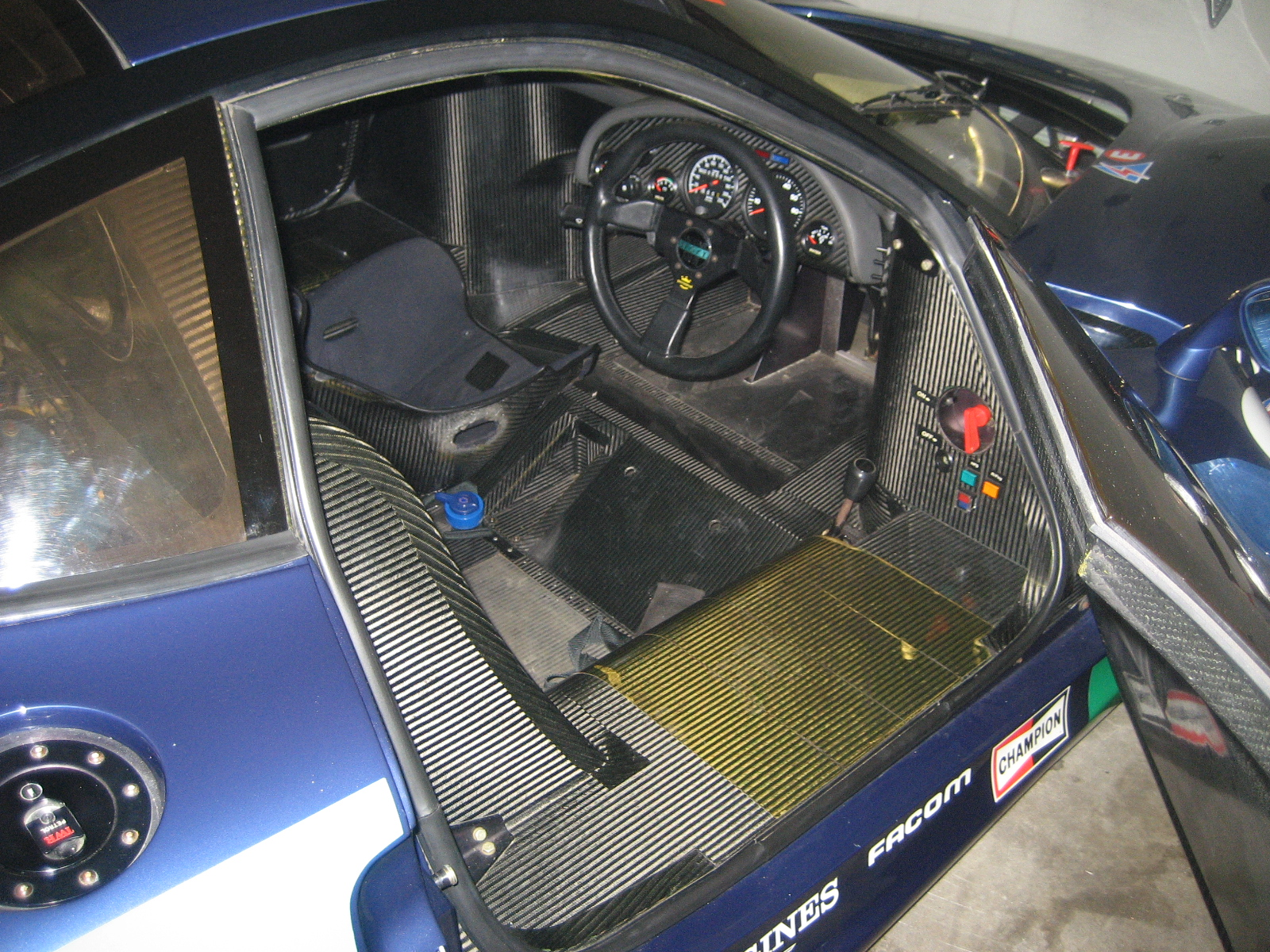
Interior del Jaguar XJR-15

- Datos: Q1678533
- Multimedia: Jaguar XJR-15 / Q1678533